# Uthman ibn Umara ibn Khuraym al-Murrí
Uthman ibn Umara ibn Khuraym al-Murrí fou ostikan d'Armènia (778 - 785). El 778 els romans d'Orient van derrotar els àrabs a Cilícia sota la direcció de dos exiliats armenis, Tazates i Artavasdes Mamiconi. Aquest darrer fou nomenat estrateg del tema (província) dels Buccel·laris a Anatòlia. Tadjat, per la seva banda, va caure en desgràcia el 780, en arribar al tron l'emperadriu Irene. Tadjat va passar llavors al servei dels àrabs. El califa el va acollir i el va nomenar patrici i generalíssim (càrrecs vacants des del 772), amb possessió plena del seu districte d'Andzevatsik, que entrava a terres dels Arzerunis (pel sud-oest). Des de llavors els nakharark, sobretot els Arzerunis, no van parar de conspirar contra ell. Vers el 782 i amb tota certesa abans del 785, un atac dels khàzars va obligar Uthman i Tadjat a sortir en campanya a la zona de Derbent. Van acampar a la plana de Keran, però es va declarar una epidèmia i Tadjat va morir. Va governar fins al 785 en què fou nomenat Khozaima ben Khazim.